# Tsaghkashen (Aragatsotn)
Pour les articles homonymes, voir Tsaghkachen.
Tsaghkashen ou Tsakhkashen (en arménien Ծաղկաշեն ; jusqu'en 1950 Takiarli) est une communauté rurale du marz d'Aragatsotn, en Arménie. Elle compte 779 habitants en 2009.